# Bernat Accolti
Bernat Accolti, conegut com l'únic Aretí" (Arezzo 11 de novembre de 1458-Roma 2 de març de 1535), fou un eclesiàstic italià, duc i vicari pontifici de Nepi del 1520 al 1534 (investit pel Papa Lleó X però destituït i confiscat el ducat pel Papa Pau III). Fou prepòsit comendatari de San Cristoforo de l'orde dels humiliats de Lodi des del 1513, escriptor apostòlic des del 1513, i cèlebre poeta, autor de la comèdia La Virginia i de l'obra Strambotti. El seu fill natural Alfonso Accolti fou autoritzat pel Papa Lleó X per succeir al pare com a duc de Nepi el mateix 1520 però la confiscació del feu per Pau III el 1534 ho va impedir.